# Diecezja Foz do Iguaçu
Diecezja Foz do Iguaçu (łac. Dioecesis Iguassuensis) – diecezja rzymskokatolicka w Brazylii z siedzibą w mieście Foz do Iguaçu, w stanie Parana.

## Historia

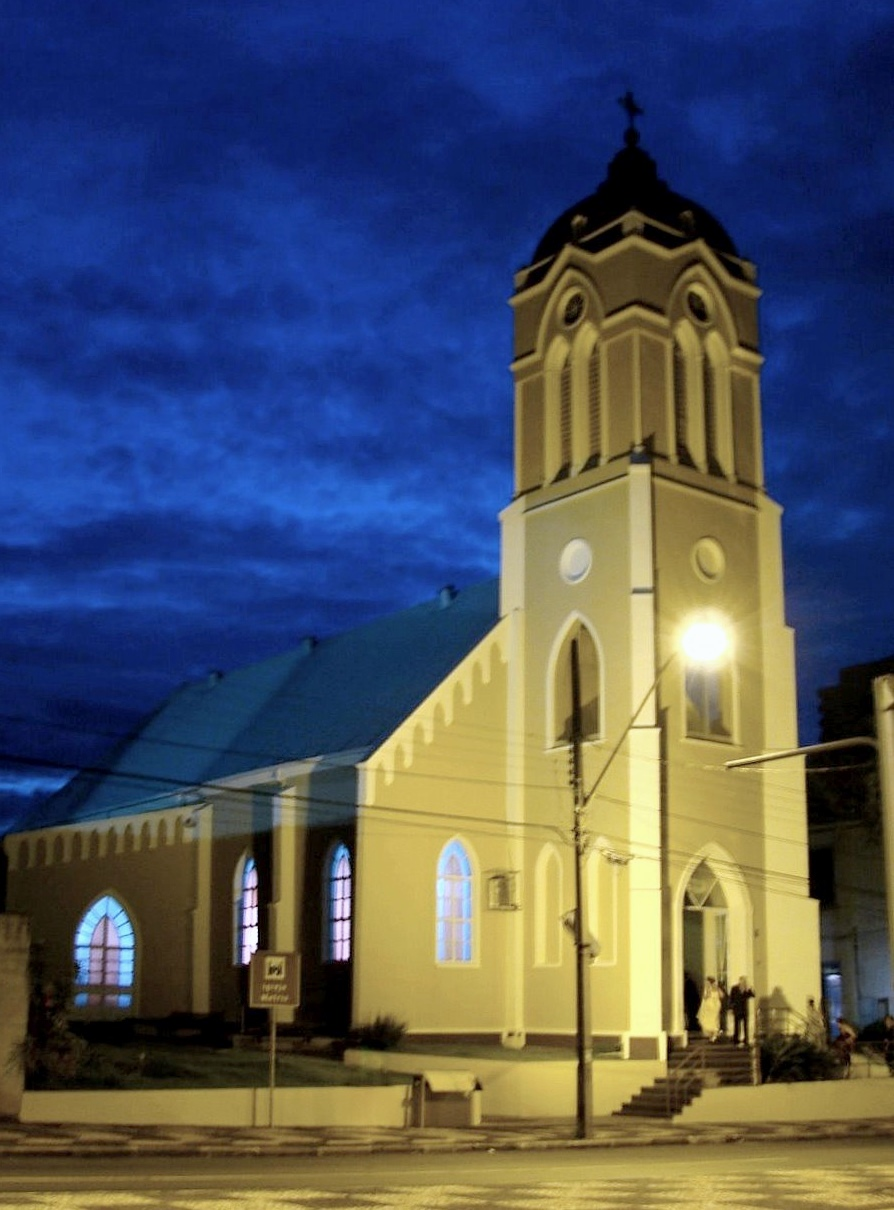
Dawna katedra – kościół Jana Chrzciciela w Foz do Iguaçu

Prałatura terytorialna Foz do Iguaçu została erygowana 10 maja 1926 r. konstytucją apostolską Quum in dies numerus papieża Piusa XI jako sufragania archidiecezji kurytybskiej, z której terytorium została wydzielona.
20 czerwca 1959 r. prałatura terytorialna Foz do Iguaçu została zniesiona, a jej obszar podzielono pomiędzy nowo utworzone diecezje Campo Mourão i Toledo.
5 maja 1978 r. bullą De christiani populi papieża Pawła VI została utworzona diecezja Foz do Iguaçu, przez wydzielenie z diecezji Toledo jako sufragania archidiecezji Cascavel.

## Ordynariusze
- o. Manuel Könner SVD (administrator apostolski od 17 lutego 1940, prałat terytorialny Foz do Iguaçu i biskup tytularny Modra od 13 grudnia 1947 do 20 czerwca 1959)
- bp Olívio Aurélio Fazza SVD (5 maja 1978 – 28 listopada 2001)
- bp Laurindo Guizzardi CS (28 listopada 2001 – 20 października 2010)
- bp Dirceu Vegini (20 października 2010 – 29 września 2018)
- bp Sérgio de Deus Borges (od 17 lipca 2019)

## Główna świątynia
Pierwotnie główną świątynią diecezji była katedra św. Jana Chrzciciela w Foz do Iguaçu. Obecnie jest nią katedra Matki Bożej z Guadalupe w tym mieście.